# 중순양함

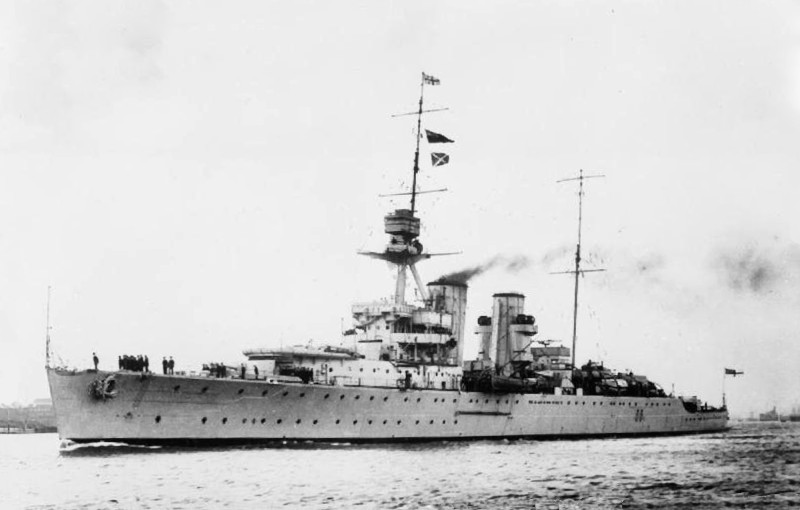
, 호킨스급 순양함은 워싱턴 해군 조약으로 중순양함이라고 사용하는 것이 제한되었다.

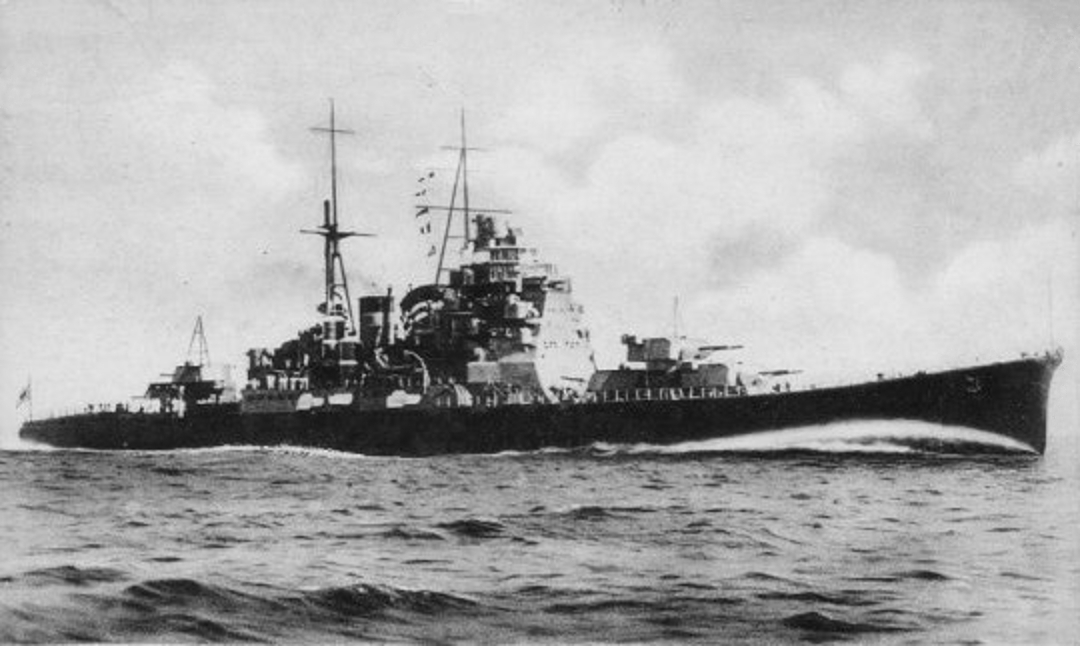
일본의 중순양함 마야

중순양함(重巡洋艦, Heavy Cruiser)은 군함의 한 종류로 규모가 큰 순양함을 말한다. 1930년 〈런던 해군 군축 조약〉에서 정의된 함종으로 엄밀하게는 6.1인치 이상 8인치 이하의 함포를 탑재한 1만톤 이하의 “카테고리A함”을 가리킨다. 중순(重巡)으로 약칭하기도 한다.

## 개요
순양함은 1922년 워싱턴 군축 회의에서 체결된 〈워싱턴 해군 군축 조약〉에 의해 “포 구경 5인치(127mm) ~ 8인치(203mm) 이하로, 기준 배수량 10,000톤 이하의 함”으로 정의되었다. 이것이 일반적으로 조약에서 규정된 순양함이다.
이전, 일본 제국 해군은 미국 해군의 오마하급 경순양함의 출현에 위협을 느끼고 있었다. 1923년 계획함으로써 1922년 11월에 착공된 신형 함은 이전에 체결된 워싱턴 조약에 정의된 포 구경 제한의 거의 상한인 20cm 포를 탑재하고 있었다. 이것이 순양함 ‘후루타카’(古鷹)였다. 이에 자극된 열강은 순양함이 조약에 주력함과 같은 엄격한 보유 비율 제한을 받지 않으면, 보조함 취급을 하였기 때문에 이에 착안하여 주력함에 필적할 수 있는 전력으로 자리 매김하게 되어, 조약 범위를 넘어서지 않는 함의 개발과 건조에 앞다투어 뛰어들게 되었으며, 순양함의 건조 경쟁에 박차를 가하게 된다.
그러나 일본의 묘코형 중순양함과 타카오형 중순양함의 능력에 위협을 느낀 열강은 보조함선을 포함한 새로운 조약의 체결을 도모하기 위해 런던에서 군축 회의를 열었다. (런던 해군 군축 회의) 이 회의에서 체결된 《런던 해군 군축 조약》에서 다음과 같이 분류하고, 보유를 제한할 수 있는 범위를 마련했다. 그리하여 전자를 중순양함, 후자를 경순양함으로 통칭하게 되었다.
- 카테고리 A (중순양함): 포 구경 6.1인치(155mm) 이상 8인치(203mm) 이하 함
- 카테고리 B (경순양함): 포 구경 6.1인치(155mm) 이하 함

일본 해군은 이 순양함 분류를 공식적으로는 전자(A)를 일등순양함, 후자(B)를 이등순양함이라고 불렀으며, 비공식적으로는 갑순(甲巡 - 중순양함)을 을순(乙巡 - 경순양함)이라고도 불렀다.
비록 《런던 해군 군축 조약》에서 경순양함, 순양함의 분류가 생겨났지만 경순양함은 기존의 ‘방호순양함’(防護巡洋艦, Protected Cruiser)에서 발전한 함종으로 그 이전부터 존재하고 있었다. 경순양함과 순양함의 차이는 주포의 구경뿐이었으며, ‘후루타케형 순양함’(古鷹型巡洋艦)의 탄생 과정을 생각하면, 중순양함은 경순양함에서 파생 발전했던 함종이라고 할 수 있다.
중순양함은 기준 배수량 1만톤의 제한으로 인해 탑재된 함포와 동일한 구경의 적탄에 견디지 못했고, 그 낮은 방어력 등의 균형 문제가 지적되었다. 따라서 일본과 이탈리아에서는 기준 배수량 1만톤의 제한을 초과하는 중순양함을 건조하는 위반 행위를 했다. (그럼에도 방어력은 부족했다). 제2차 세계 대전의 발발로 런던 해군 군축 조약의 폐기와 함께 기준 배수량 1만톤을 크게 초과하는 순양함이 건조되어 디모인급 중순양함(기준 배수량 17,000톤)처럼 초기 전함의 기준 배수량조차 능가하는 군함도 등장했다. 또한 일본 해군은 협약 해지 이전부터 해지를 예상하여 155mm 포장비를 갖춘 경순양함을 타국에 통보하지도 않고 건조하였다. 그 계획 단계에서 조약이 효력을 상실한 후 203mm 포로 바꿀 수 있도록 주포가 155mm인 이외는 배수량에서도 장갑에서도 순양함 수준으로 설계되었다. 이 주포를 바깔 수 있도록 한 것은 기밀 사항이었다. 최상급 중순양함은 이에 따라 구경 155mm에 3연장 주포탑을 가진 모습으로 준공을 받았고, 조약이 효력을 상실한 후 203mm 연장포로 교체를 했다. 토네형 중순양함(型重巡洋艦)은 건조 도중에 조약의 효력 상실로 준공 시점에서 203mm 연장 포를 장착했다. 어느 쪽에서도 일본은 203mm 연장 포로 바꾼 것을 타국에 통보하지 않았고, 공식 분류로는 제2차 세계 대전이 끝날 때까지 경순양함(이등순양함)으로 불렀다.
제2차 세계 대전이 끝난 후에는 함대함 미사일의 출현과 함께 함선에 대구경포를 탑재하는 의미가 퇴색되었기 때문에 더 이상 건조가 진행되지 않았으며, 순양함도 경순양함, 중순양함을 구분하는 것도 자연 소멸되었다.
역사적으로 마지막 중순양함은 1949년에 취역한 미 해군의 디모인급 순양함 3번함 뉴포트 뉴스(CA-148)이며 주 공격은 함포로 하는 방식으로, 미사일 순양함으로 개조하지도 못하고 1975년에 퇴역했다.

## 미국 해군
함종을 나타내는 미 해군 공식 약칭은 중순양함은 과거에 장갑순양함(Armored Cruiser)에 할당된 CA를 이어받아 사용했다.

## 국가별 중순양함

### 일본
순양함 이름은 모두 산의 이름을 사용했다. 예외적으로 이등순양함(경순양함)으로 계획된 중순양함 카코(加古)와 최상형 토네형 중순양함(利根型)이있다. 또한 1942년에 이부키형 장갑순양함이 일등함(중순양함)으로 분류되었다.
- 후루타카형 중순양함 (古鷹型重巡洋艦) 2척 (1926년)
- 아오바형 중순양함 (青葉型重巡洋艦) 2척 (1927년)
- 묘코형 중순양함 (妙高型重巡洋艦 ) 4척 (1929년)
- 타카오형 중순양함 (高雄型重巡洋艦) 4척 (1932년)
- 모가미형 중순양함 (最上型重巡洋艦) 4척 (1935년) : 이등순양함 (경순양함)으로 건조되어 주포를 203mm 연장으로 바꾼 후 공식적으로 마지막까지 사용했다.
  - 스즈야형 중순양함 (鈴谷型重巡洋艦) : 보일러 수와 선체의 변경이 있었다.
- 토네형 중순양함 (利根型重巡洋艦) 2척 (1938년) : 이등 순양함 (경순양함)로 건조를 시작했고, 주포를 203mm 연장으로 변경하여 준공 후에도 공식적으로 마지막까지 그대로였다.
- 이부키형 중순양함 (伊吹型重巡洋艦) 2척 미완.- 항공모함으로 개장 중 종전(1942년)

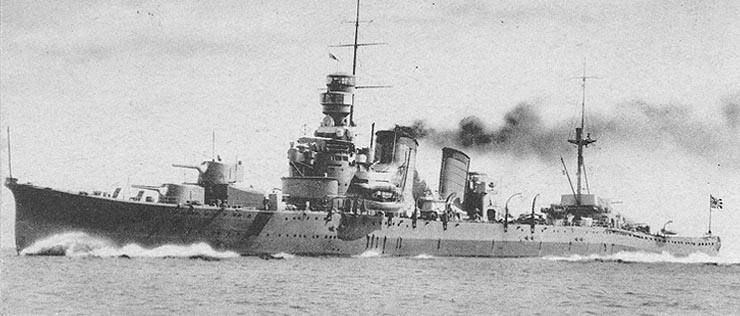
후루타카 (古鷹)
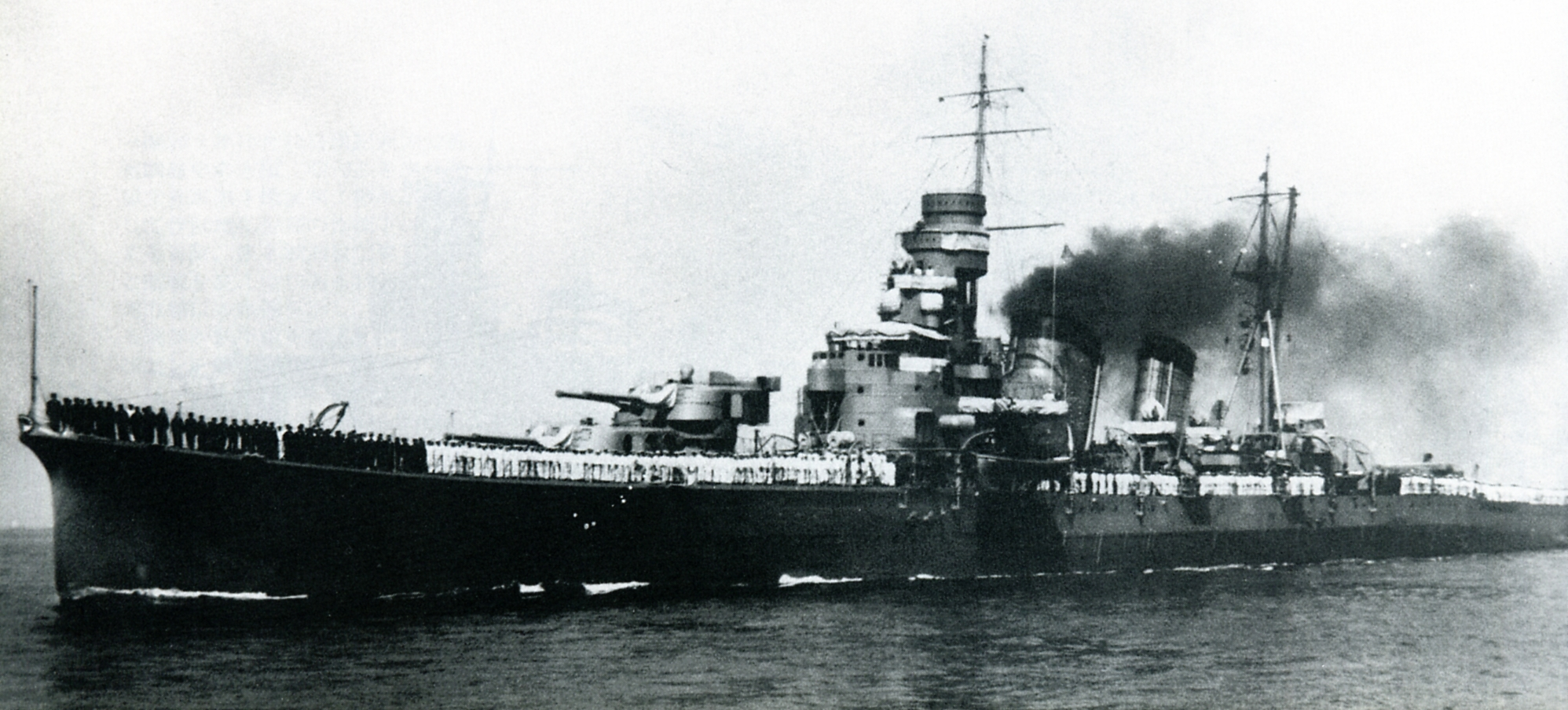
키누가사 (衣笠)
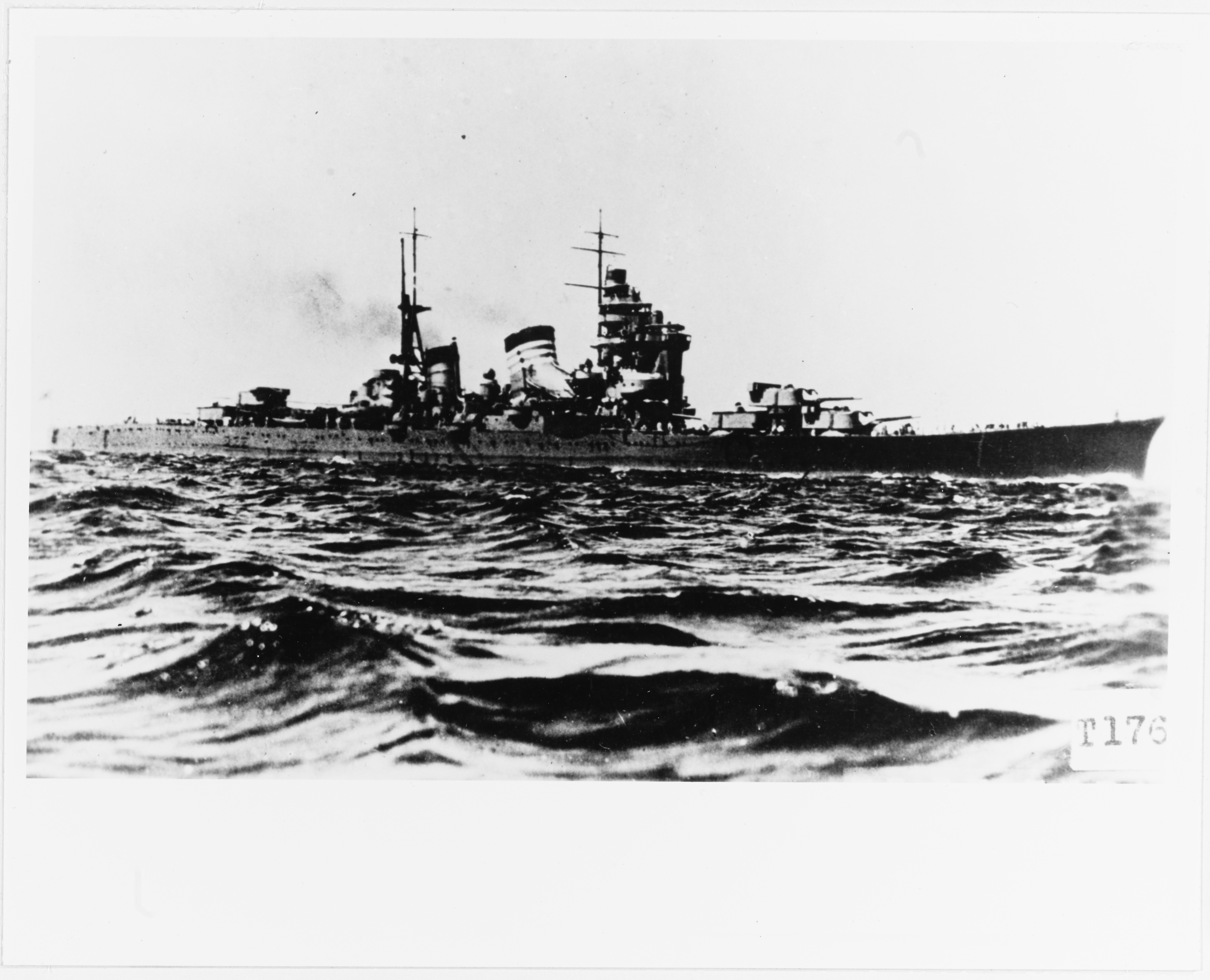
하구로 (羽黒)
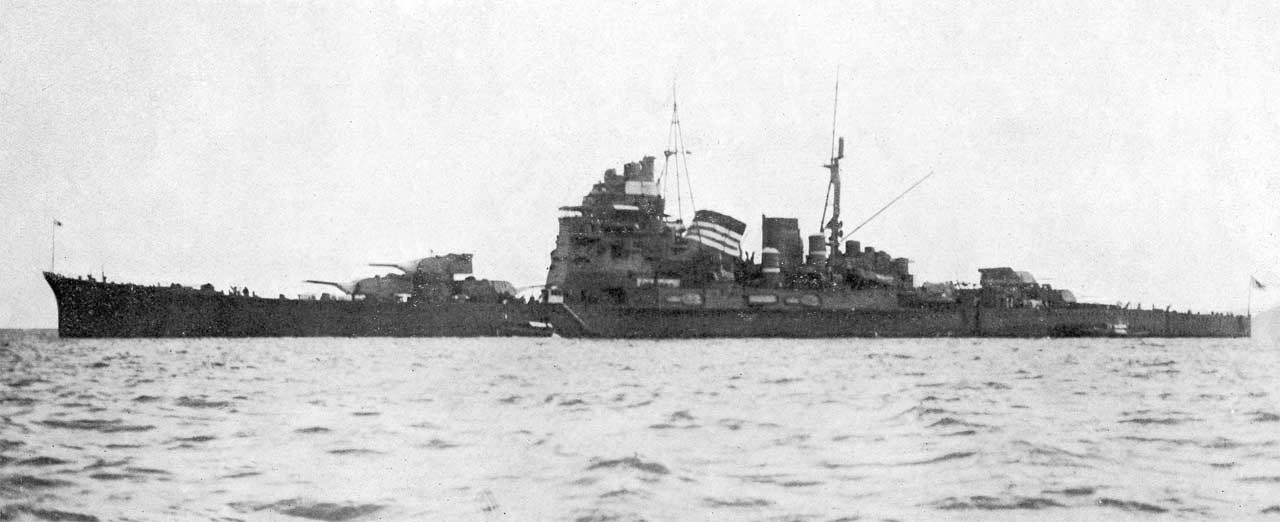
타카오 (高雄)
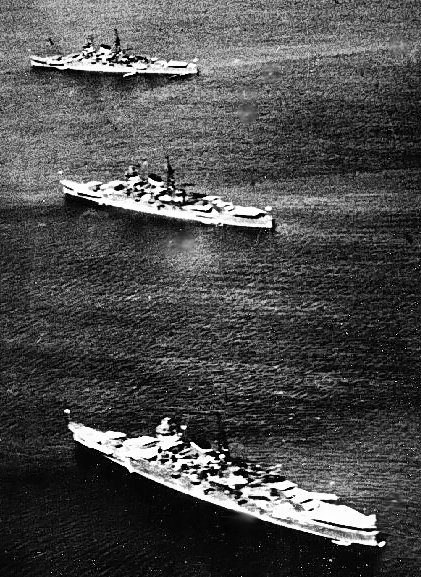
모가미형 중순양함

### 미국
미국의 중순양함은 도시명으로 명명되었다.
- 펜사콜라급 중순양함 2척 (1930년)
- 노스햄턴급 순양함 6척 (1930년)
- 포틀랜드급 중순양함 2척 (1932년)
- 뉴올리언스급 순양함 7척 (1934년)
- 위치타급 1척 (1939년)
- 볼티모어급 중순양함 16척 (1943년)
- 디모인급 순양함 3척 (1948년)

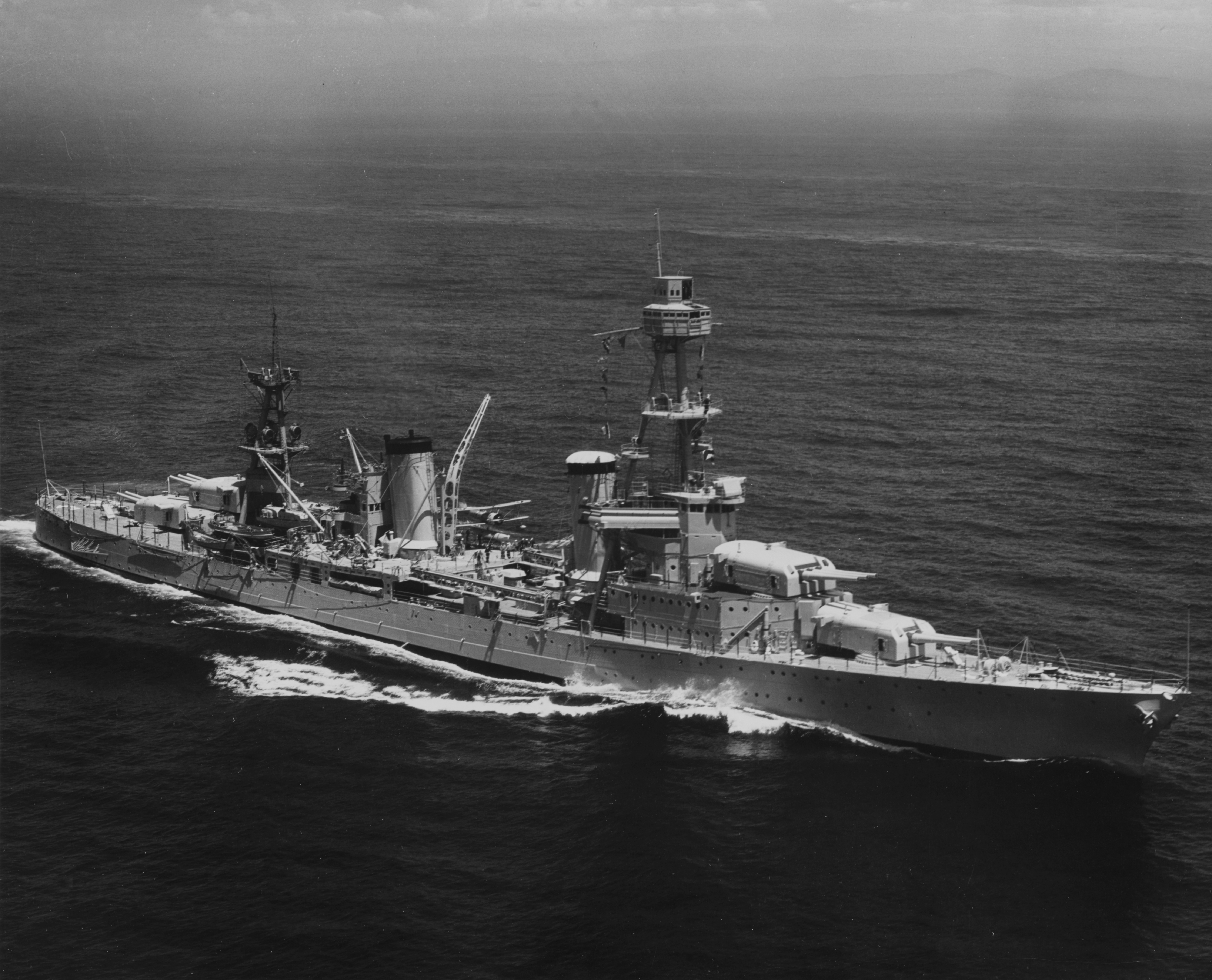
중순양함 펜사콜라
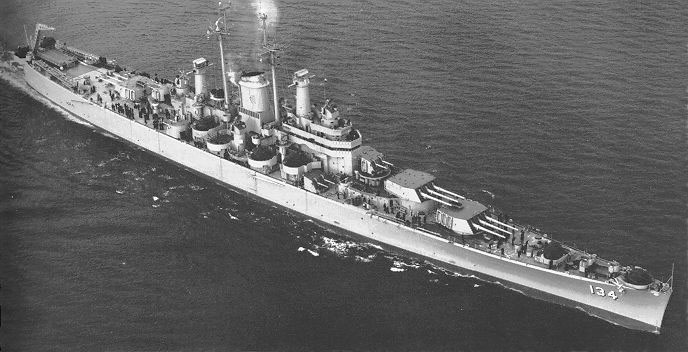
중순양함 디모인

### 영국
영국 해군은 순양함의 성능보다 척수, 전투 능력보다 대양을 누비는 능력을 중시하였으며, 중순양함뿐만 아니라 경순양함도 개발, 배치를 했다.
- 호킨스급 순양함 5척 (1919년)
- 카운티급 순양함 13척 (1920년)
- 켄트급 순양함 7척 (1929년)
- 런던급 순양함 4척 (1929년)
- 노퍽급 중순양함 2척 (1930년)
- 요크급 중순양함 2척 (1930년)
- 샐리급 2척 미 착공
- 네이비급 4척 미 착공

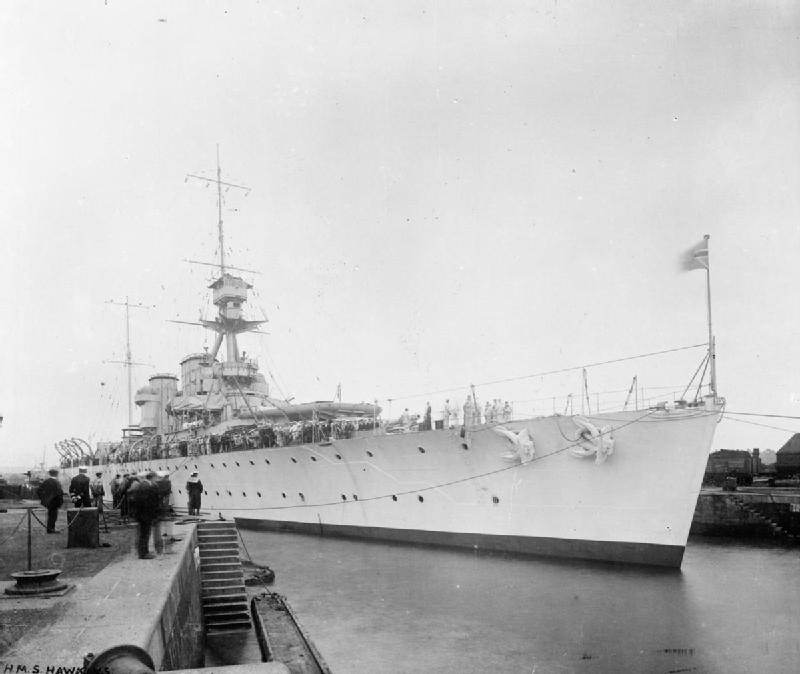
중순양함 호킨스
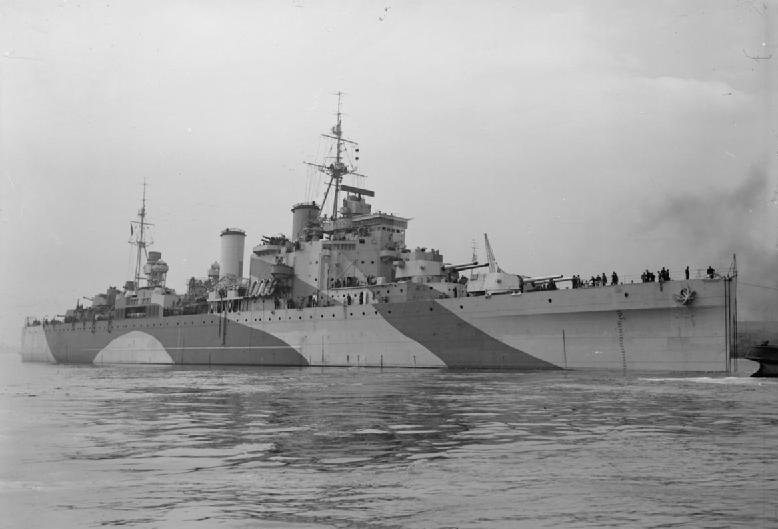
중순양함 런던
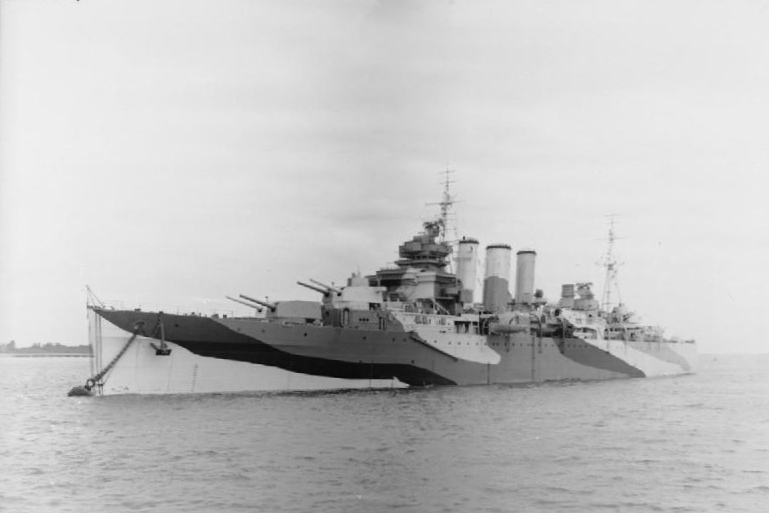
중순양함 셔롭셔
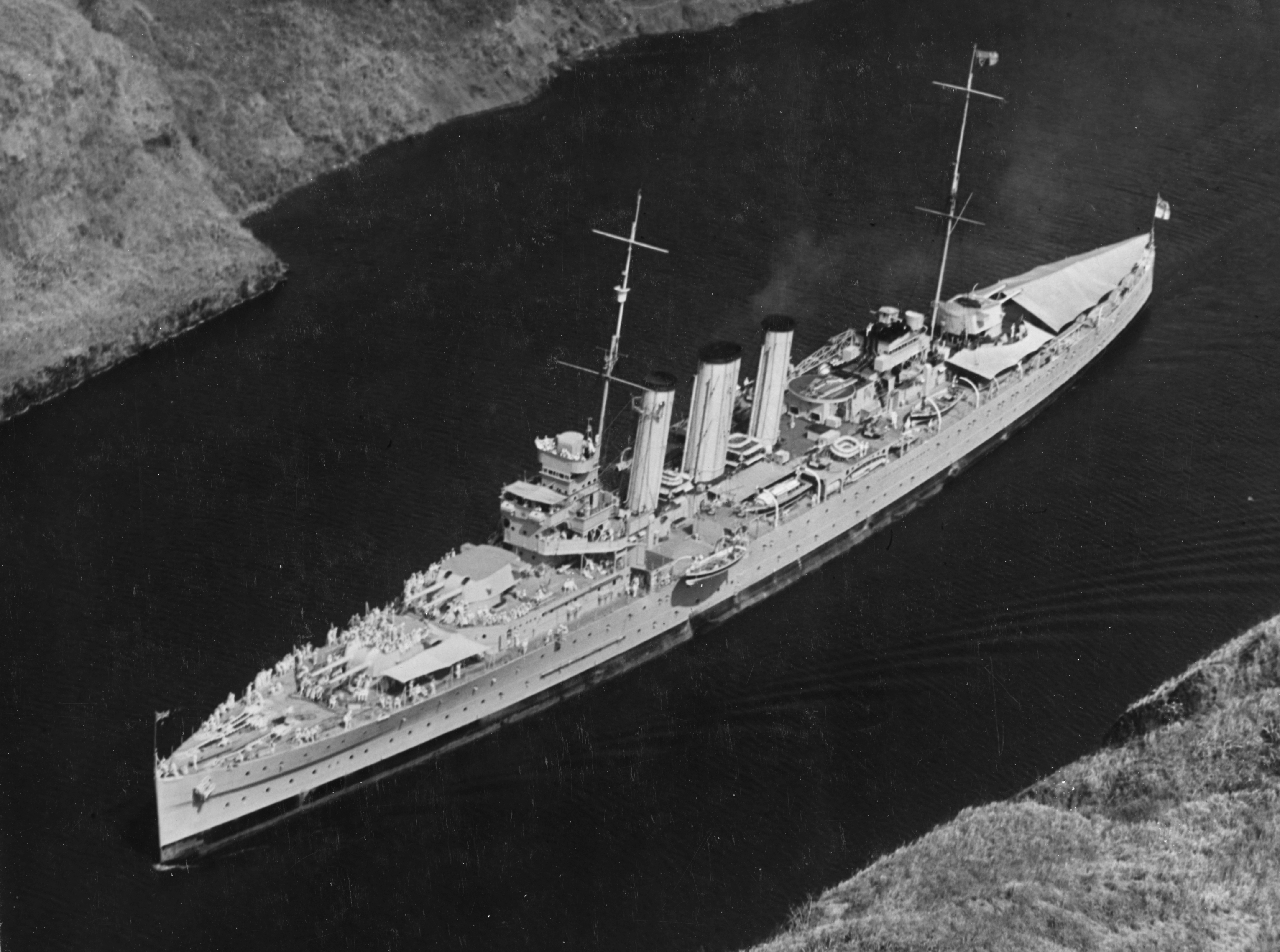
중순양함 오스트레일리아
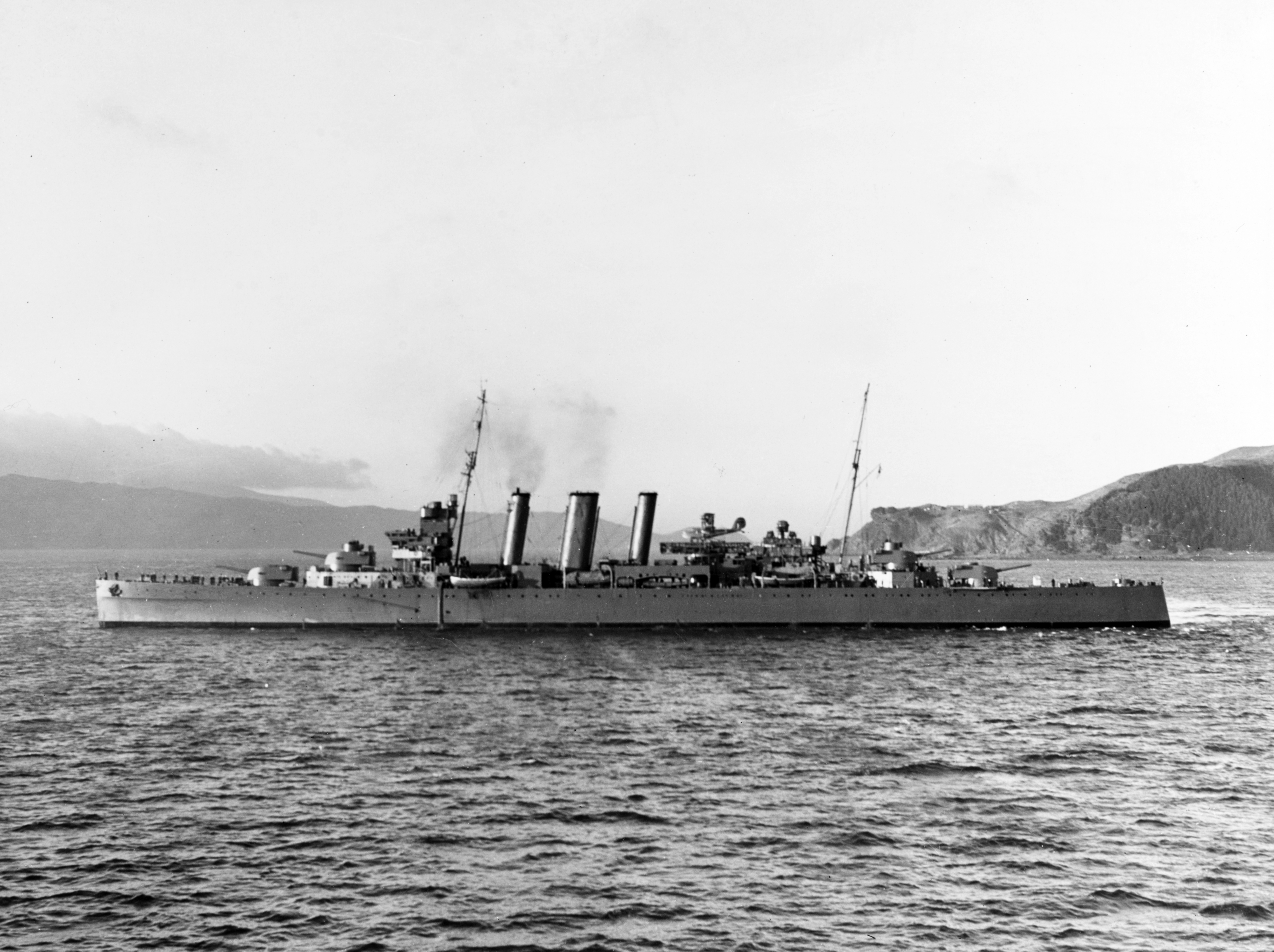
중순양함 캔버라

### 프랑스
- 뒤케인급 중순양함 2척 (1928년)
- 슈후란급 순양함 4척 (1930년)
- 알제리 1척 (1934년)

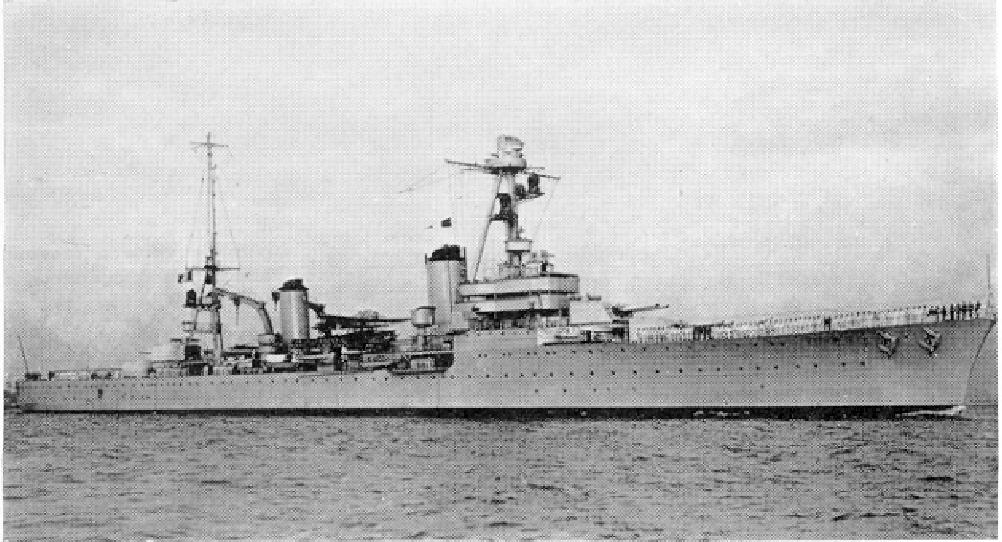
중순양함 듀프레쿠스
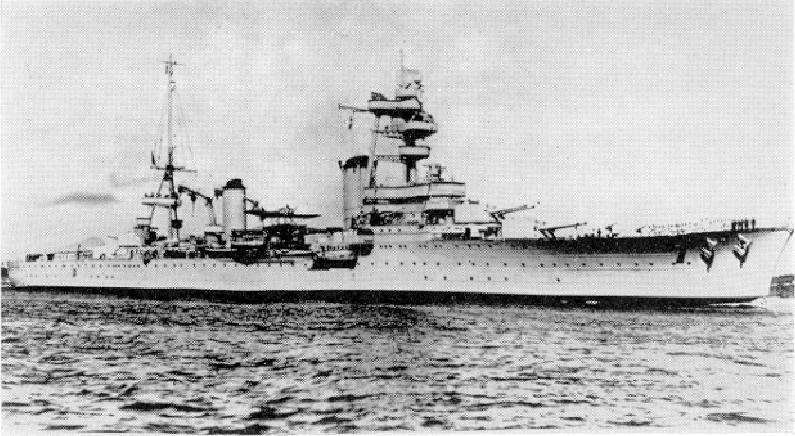
중순양함 포쉬
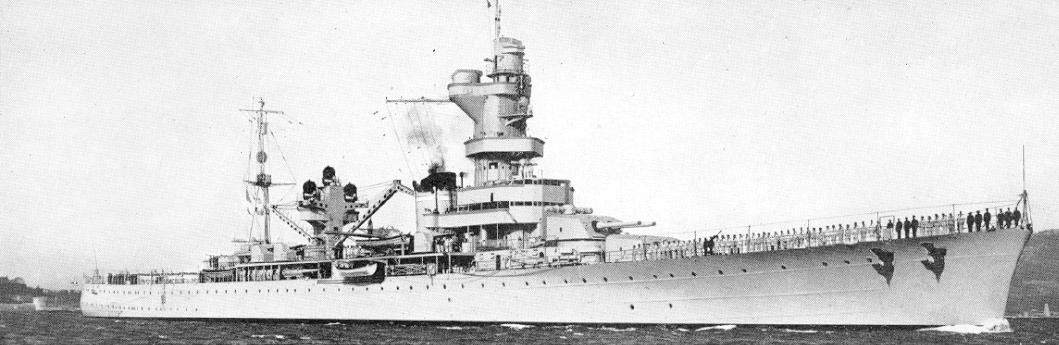
중순양함 알제리

### 이탈리아
- 토렌트급 중순양함 2척 (1929년)
- 자라급 순양함 4척 (1931년)
- 볼차노 1척 (1932년)

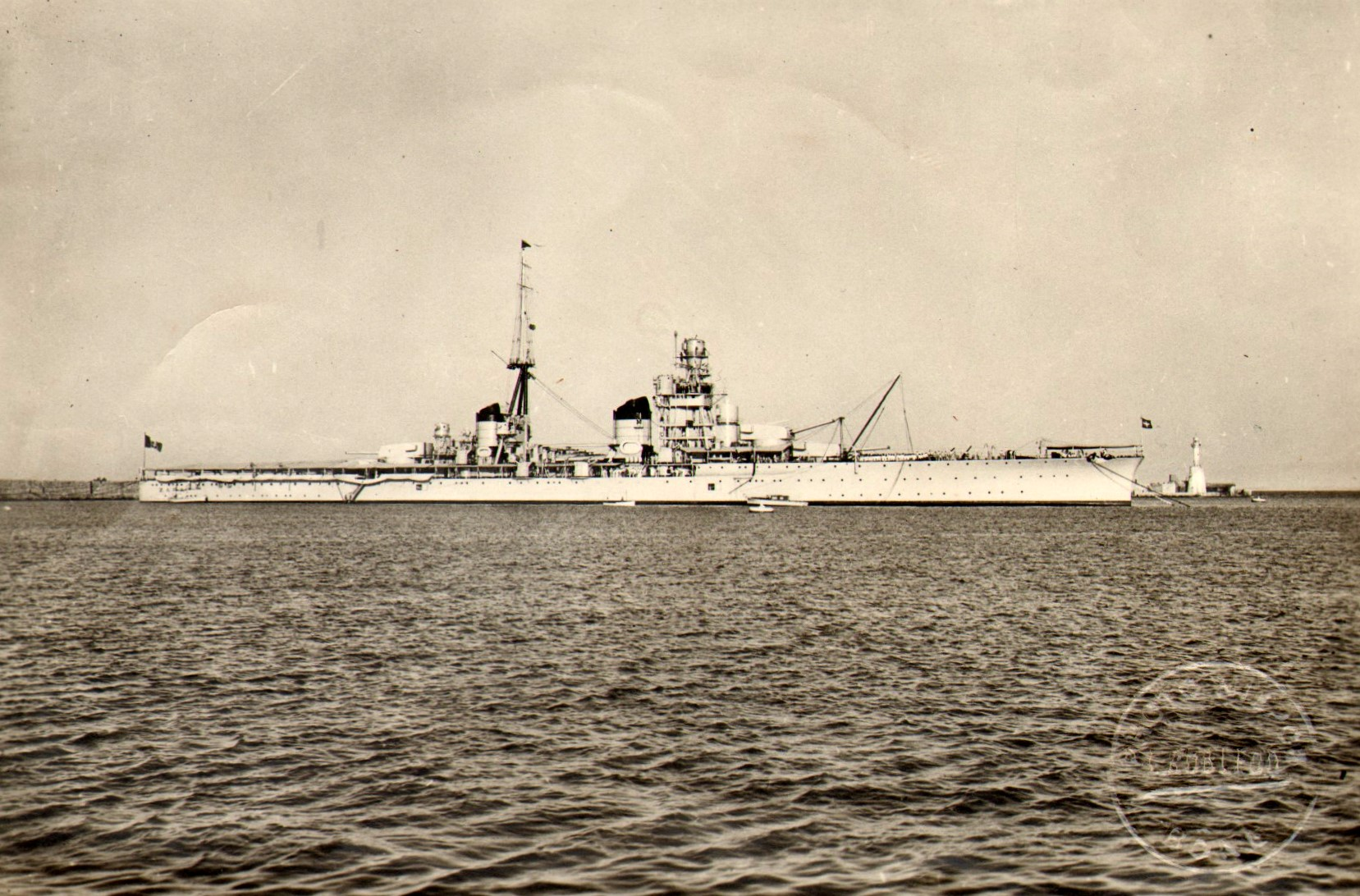
중순양함 자라

### 독일
- 도이치란드급 장갑함 3척 (1933년)
- 어드미럴 히퍼급 순양함 3척 (2척 미완) (1939년)

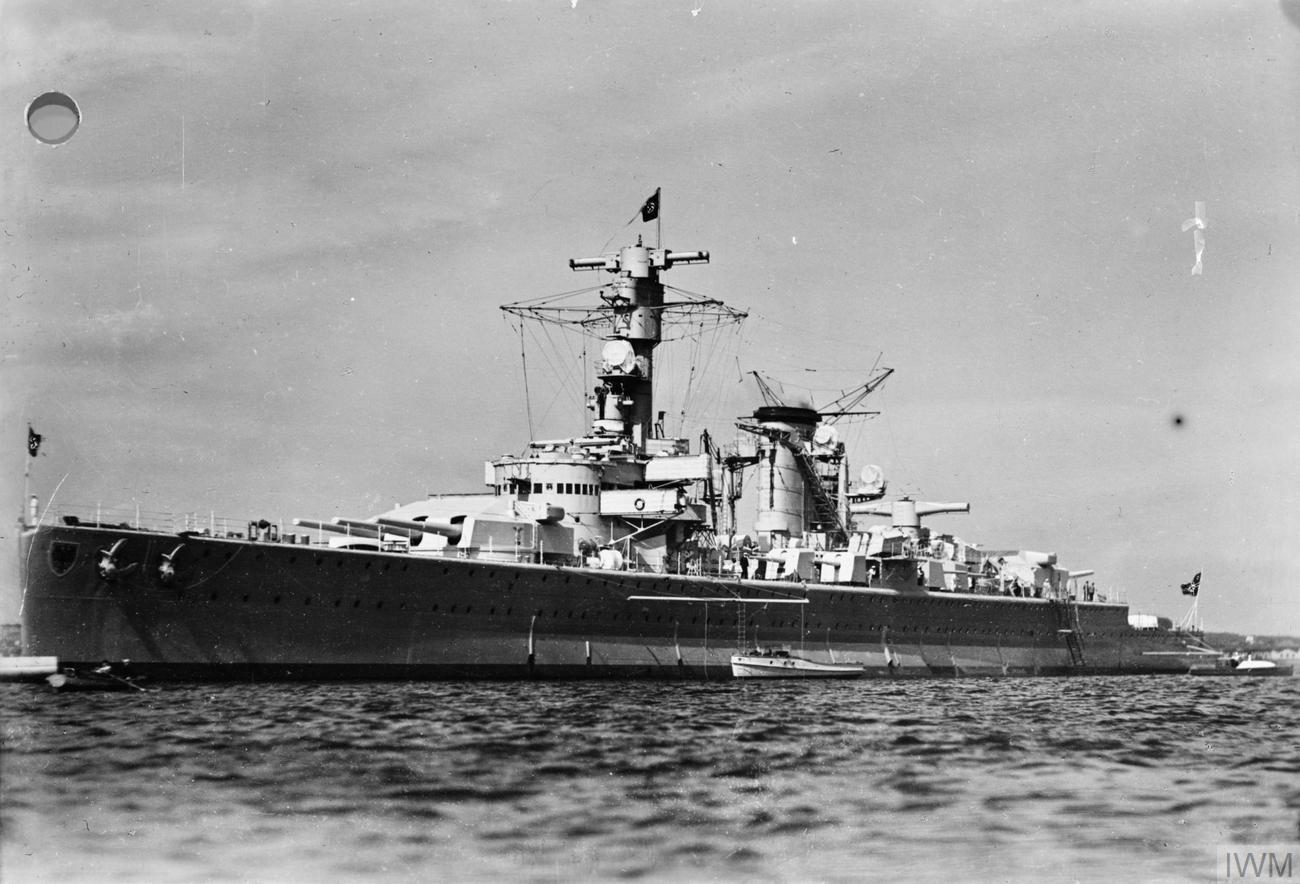
도이칠란드
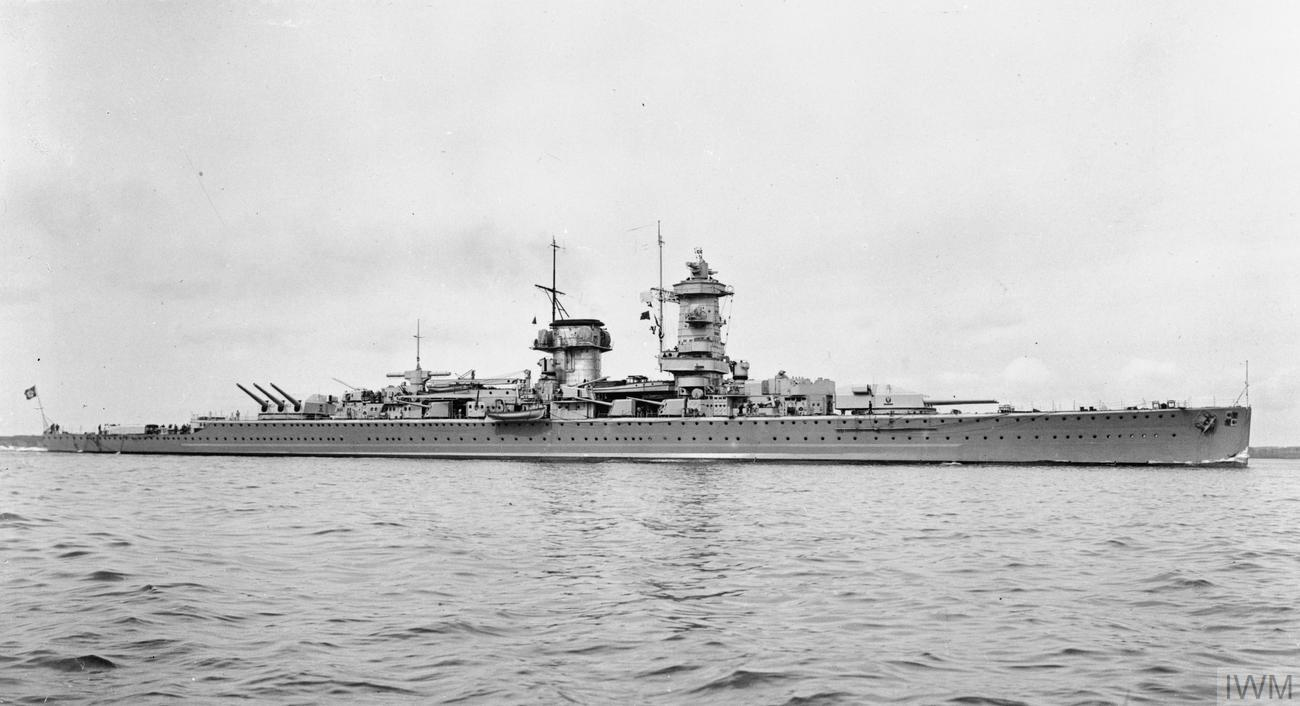
어드미럴 그라프 슈페
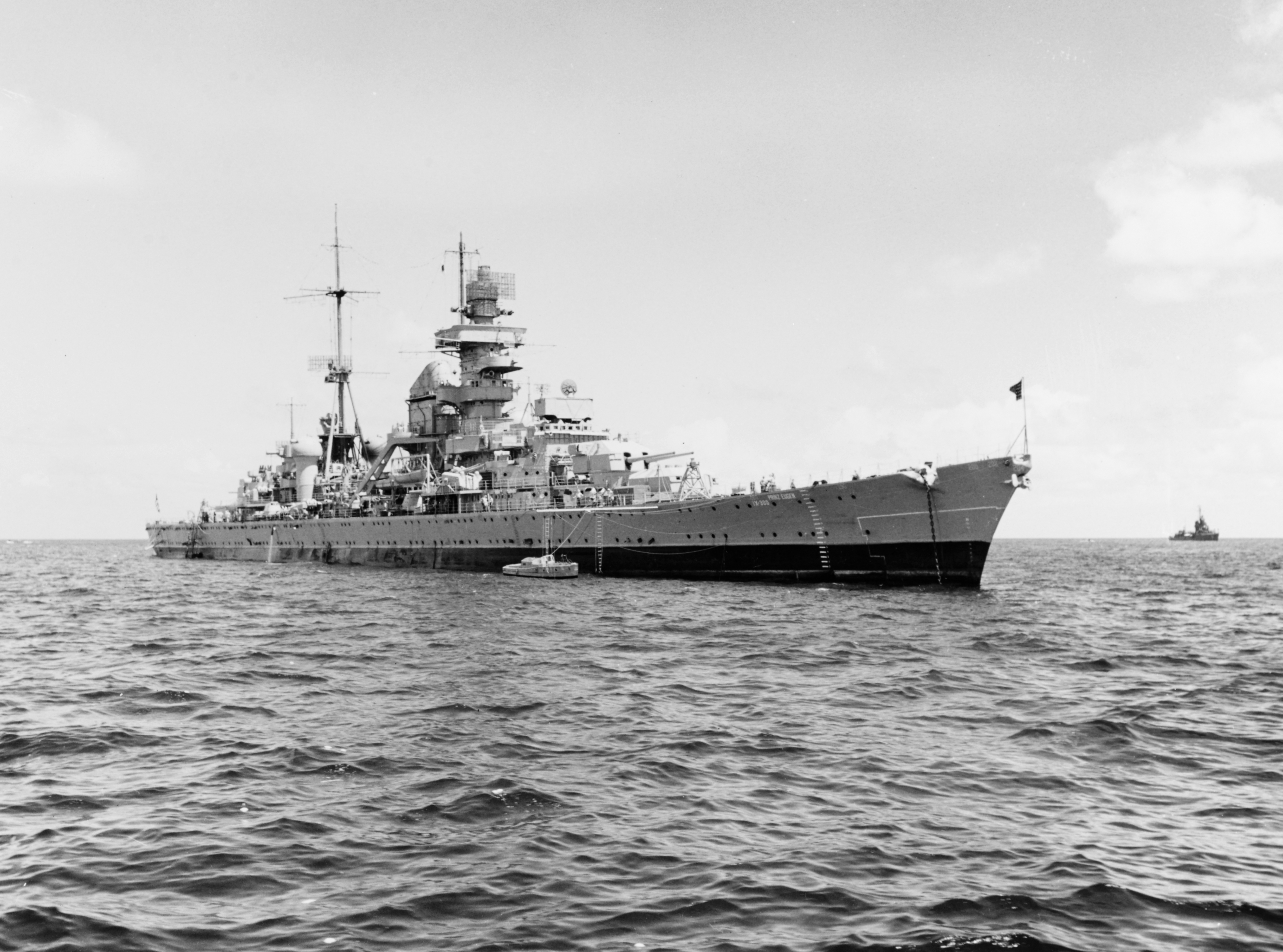
중순양함 프린츠 오이겐

### 소련
- 쿠라스누이 카프카즈 1척 (1932년)
- 키로프급 순양함 2척 (1938년)
- 막심고리키급 순양함 4척 (1940년)

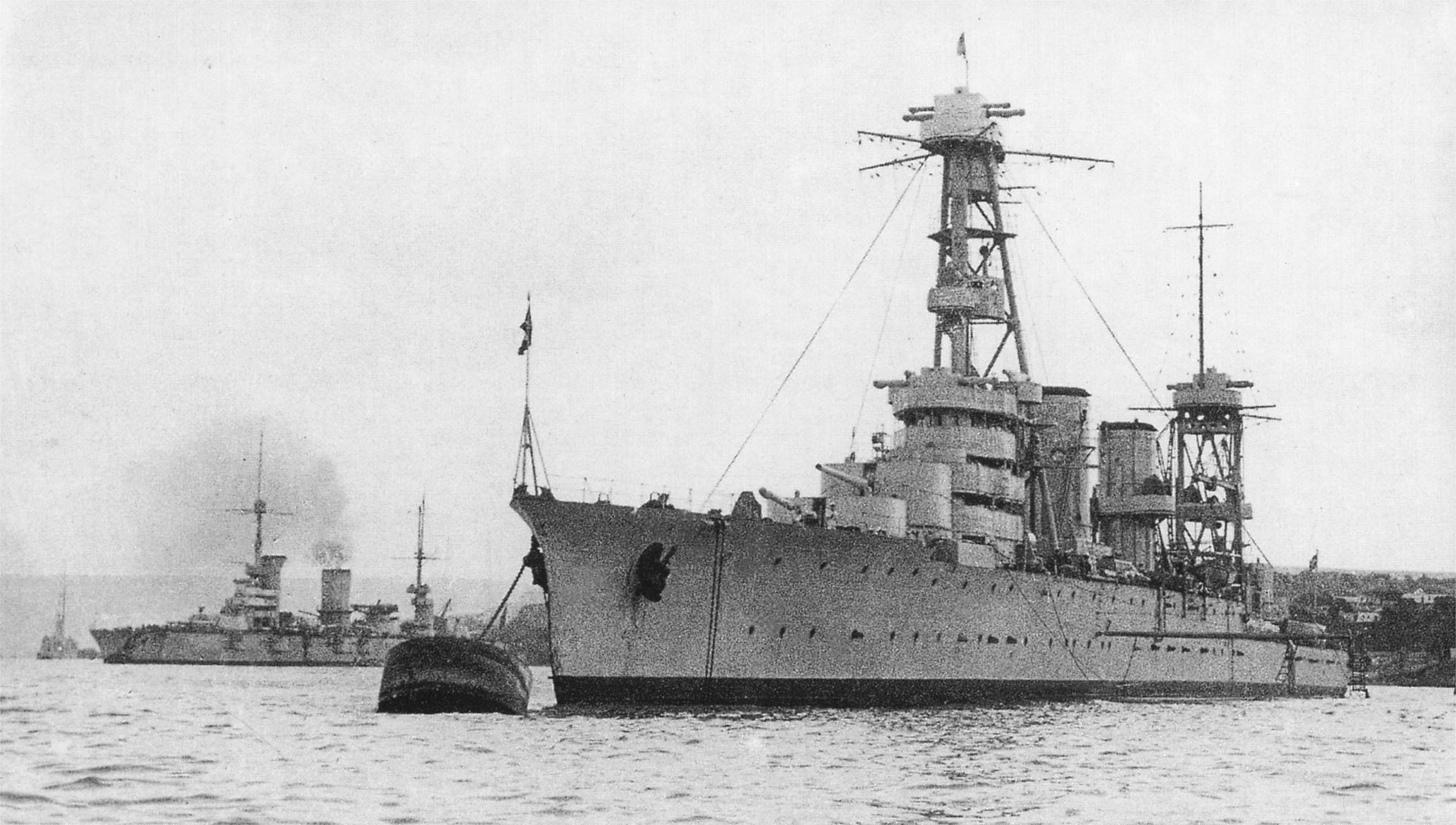
크라스누이 카프카즈
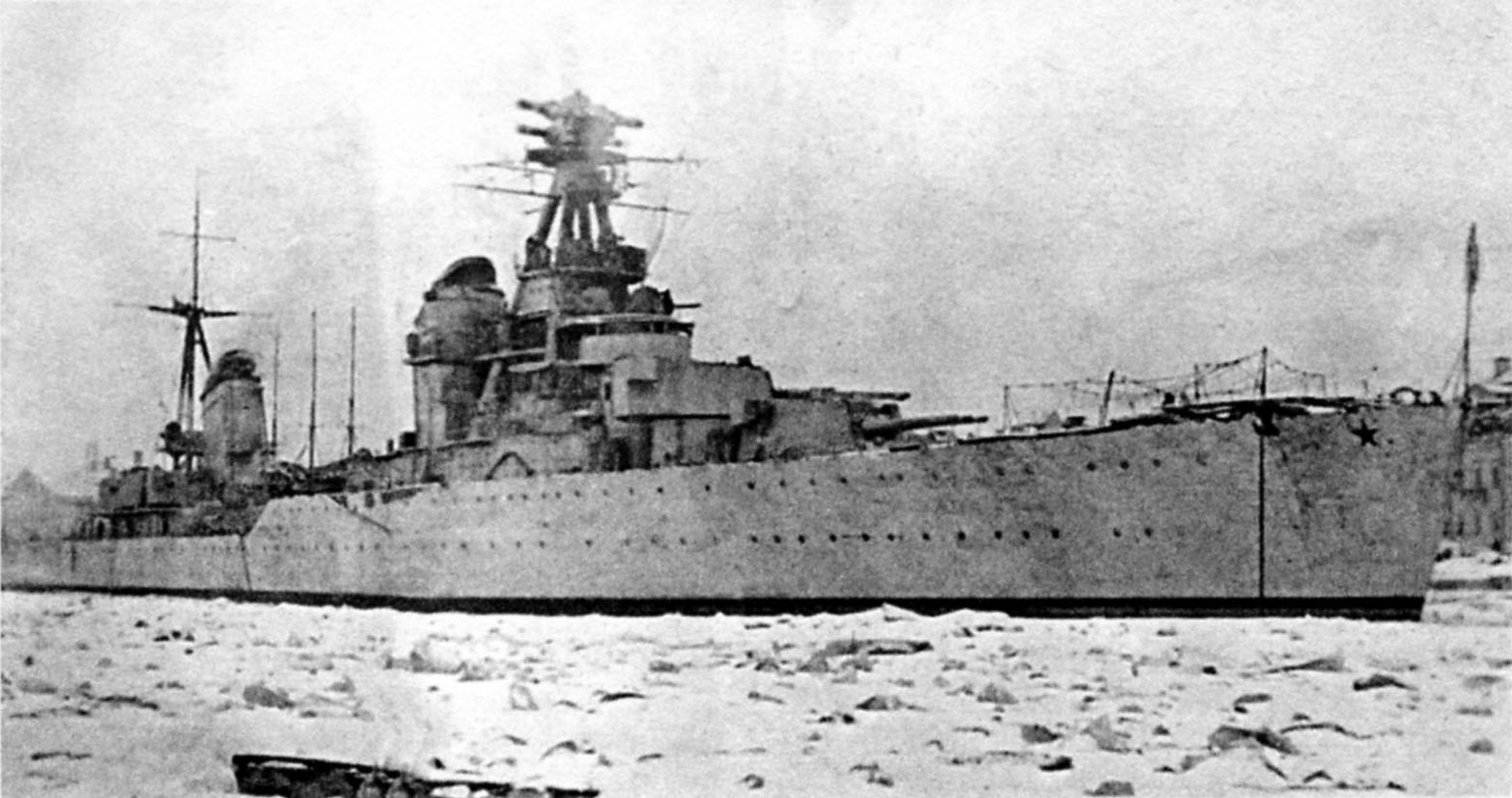
순양함 키로프
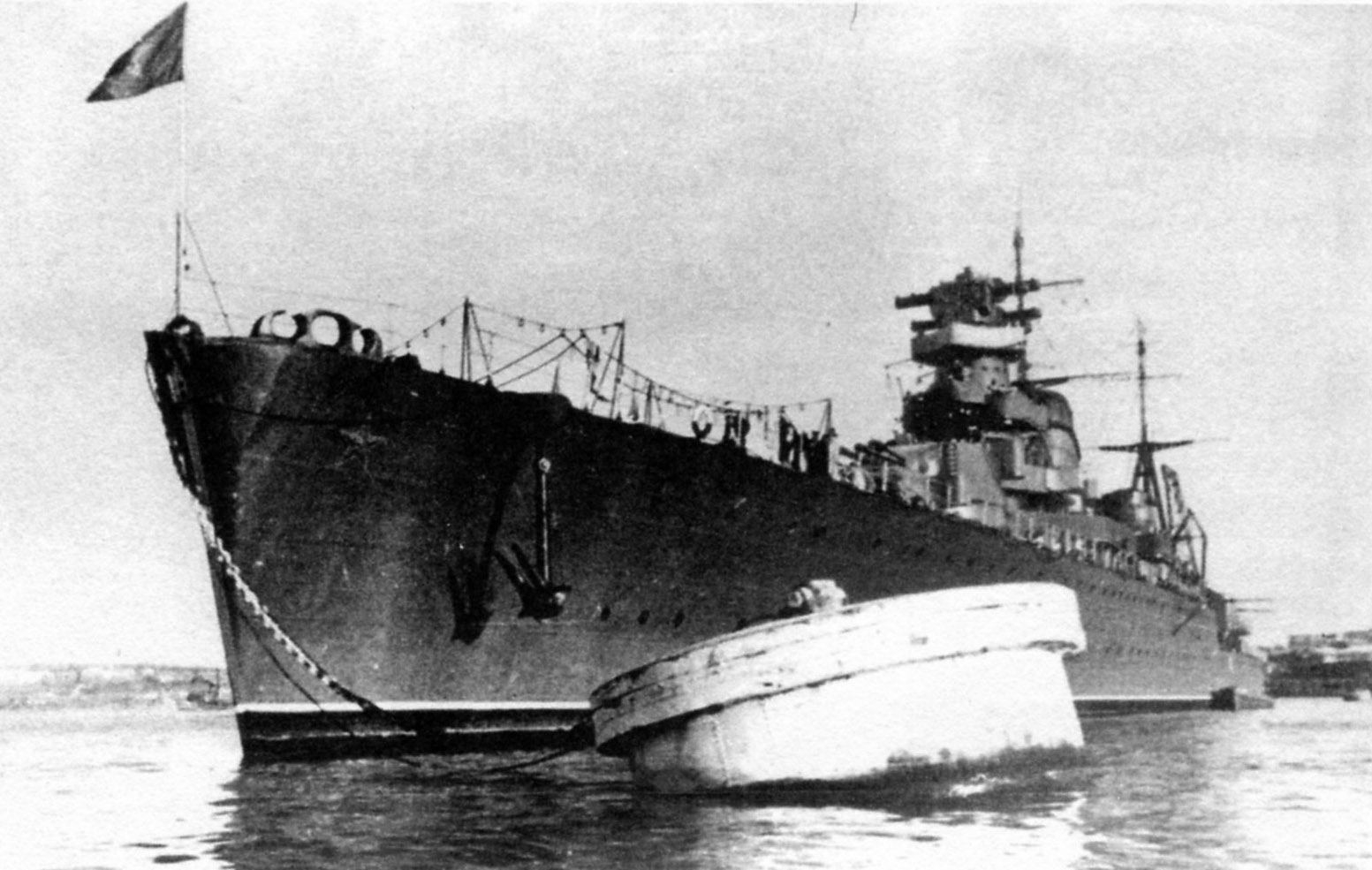
중순양함 몰로토프

### 스페인
- 카나리아급 중순양함 2척 (1936년)

### 아르헨티나
- 베인티친코데마요급 중순양함 2척

## 같이 보기
- 순양함
- 경순양함